# Dundas Island (Nunavut)
Dundas Island – niezamieszkana wyspa w Archipelagu Arktycznym, w regionie Qikiqtaaluk, na terytorium Nunavut, w Kanadzie. W pobliżu Dundas Island położone są wyspy: Margaret Island, Baillie-Hamilton Island, Baring Island, Dyer Island i Houston Stewart Island.